# Flugunfall der Volga-Dnepr Airlines bei Tetovo
Ein Flugunfall der Volga-Dnepr Airlines ereignete sich am 24. Juli 1992. Auf einem Charterfrachtflug der Fluggesellschaft Volga-Dnepr Airlines wurde dabei eine Maschine vom Typ Antonow An-12BK im Anflug auf den Flughafen Skopje gegen einen Berg geflogen. Bei dem Zwischenfall wurden alle 8 Personen an Bord der Antonow getötet.

## Flugzeug und Insassen
Bei dem auf dem Flug eingesetzten Flugzeug handelte es sich um eine 22 Jahre alte Antonow An-12BK aus sowjetischer Produktion, die ihren Erstflug im Jahr 1970 absolviert hatte. Die Maschine trug die Werknummer 00347607. Die Maschine trug seit ihrer Inbetriebnahme das sowjetische Luftfahrzeugkennzeichen CCCP-11342. Das Flugzeug wurde am 26. Dezember 1970 an die Sowjetische Luftwaffe ausgeliefert. Die 1990 gegründete Volga-Dnepr Airlines übernahm die Maschine noch zu Sowjetzeiten, am 25. Juli 1991. Sie betrieb die Antonow mit diesem Kennzeichen weiter, eine Umschreibung auf das neue russische RA-Kennzeichen war noch nicht erfolgt. Das viermotorige Transportflugzeug war mit vier Turboprop-Triebwerken des Typs Iwtschenko AI-20M ausgestattet. Zum Zeitpunkt des Unfalls hatte die Maschine eine kumulierte Gesamtbetriebsleistung von 4537 Betriebsstunden, die auf 4868 Starts und Landungen entfielen.
Es befand sich eine sechsköpfige Besatzung an Bord, außerdem flogen zwei Passagiere mit.

## Anlass des Fluges
Mit der Antonow wurde ein Flug von Simferopol nach Skopje durchgeführt, wo Ventilatoren aufgeladen werden sollten, die in der Ukraine verkauft werden sollten. Der Flug wurde bei Tageslicht durchgeführt.

## Unfallhergang
Die Maschine befand sich im Landeanflug auf den Hauptstadtflughafen, als sich in der Nähe des Flughafens ein Gewitter zusammenzog. Die Piloten änderten nach dem Überflug des Funkfeuers von Skopje auf der Anflugkarte den Kurs und versuchten, das Gewitter zu umfliegen. Der Anflug wurde in einer Kursrichtung von 230 Grad fortgesetzt, die jedoch genau in die Richtung eines Gebirges führte. Für eine Landung auf der ihnen zugewiesenen Landebahn 34 hätten die Piloten einen Kurs von 163 Grad halten müssen.
Die Piloten hatten Schwierigkeiten, ihre jeweils aktuelle Position zu bestimmen, da das DME des Flughafens außer Betrieb war. Um 20:23 Uhr erfolgte der letzte Funkkontakt mit der Flugsicherung. Die Piloten flogen unterhalb der Sicherheitsflughöhe eine 140-Grad-Kuve. Die Maschine wurde dabei bei dem zu Tetovo gehörenden Dorf Lisec in einer Höhe von 1600 Metern gegen den 1934 Meter hohen Berg Lisec geflogen. Die Antonow brach bei der Kollision auseinander und brannte aus, dabei wurden alle 8 Insassen getötet. Die Unfallstelle befand sich 26 Kilometer südwestlich vom Zielflughafen entfernt.

## Ursache
Der Unfall wurde auf eine Kombination mehrerer ungünstiger Faktoren zurückgeführt:
- Extrem schwierige Wetterbedingungen am Zielflughafen Skopje und in dessen Umgebung. Es herrschten Gewitter und Starkregen, die einsetzten, als die Maschine sich im Anflug auf Skopje befand.
- Der Besatzung der Antonow lagen vonseiten der Flugsicherung in Skopje bis zur Entscheidung zum Anflug keine Informationen über ein Gewitter über dem Flughafen vor.
- Fehlen einer Radarüberwachung des Fluges sowie eine unterlassene Funkpeilung durch den Fluglotsen, mit der die Position der Maschine hätte bestimmt werden können
- Unfähigkeit der Besatzung, das eindimensionale Funkgerät an Bord zu verwenden, entweder aufgrund seines Ausfalls oder aufgrund der Abschaltung der Empfangsgeräte am Boden beim Umschalten auf die Notstromversorgung
- die fehlerhafte Entscheidung der Besatzung, den Anflug unter den gegebenen Bedingungen fortzuführen
- die fehlerhafte Entscheidung der Besatzung, während des Kurses Flugmanöver durchzuführen, um das Gewitter zu umgehen, während die Position des Flugzeugs in Bezug auf natürliche Hindernisse entlang der neuen Flugroute nicht genau bekannt war

## Kontext
Der Unfall war einer von dreien, die sich in den Jahren 1992 und 1993 in Mazedonien ereigneten und durch die die mazedonische Luftfahrt in die Kritik geriet. Im November 1993 kam es auf dem Avioimpex-Flug 110 mit einer Jakowlew Jak-42 beim Flughafen Ohrid unter ähnlichen Umständen zum schwersten Unfall in der Geschichte des Landes, bei dem 116 Menschen starben.